# 楊懿軒
楊懿軒，台灣男演員

## 生平
楊懿軒於桃園市出生成長，高中就讀於國立陽明高級中學美術班，畢業自國立台北藝術大學美術學系複合媒體組、國立台北藝術大學美術創作研究所，曾舉辦過藝術創作個展與參與許多聯展。初進演藝圈時，以雜誌平面與品牌形象模特為主。2018年，參與《破處》電影試鏡與演員表演課，並從萬人中脫穎而出，飾演男主角展露頭角。2020年，他參與演出的電影《破處》於臺北電影節舉行世界首映，並於同年在臺灣上映，並因片中的演技受外界肯定而聞名。

## 電影作品
- 2020年：《破處》
- 2021年：《鱷魚》

## 戲劇作品
- 2022年：《About Youth 默默的我，不默默的我們》
- 2023年：《免疫屏蔽》
- 2023年：《百萬人推理》

## 外部連結
- 楊懿軒的Instagram帳戶
- 楊懿軒的Facebook專頁
- 楊懿軒在互联网电影资料库（IMDb）上的資料（英文）